# Jakob Reich (Parteifunktionär)
Jakob Reich (später: Arnold Thomas Rubinstein; * 23. Mai 1886 in Lemberg, Österreich-Ungarn; † 15. März 1955 in New York) war ein deutsch-russischer Kommunist, der – als „Genosse Thomas“ – in den 1920er Jahren von Berlin aus in leitender Funktion der Komintern hauptsächlich konspirativ tätig war.

## Leben
Reich schloss sich schon als Schüler einer illegalen sozialistischen Aktivistengruppe an, die auf eine Revolution in Russland hinwirkte. Bei dem Attentat auf den Gouverneur von Warschau, 1905, war er einer der Bombenwerfer. Nach dem Scheitern der Russischen Revolution von 1905 emigrierte er in die Schweiz. Dort wirkte er auf verschiedenen Gebieten: er studierte Pädagogik, experimentierte in einem chemischen Labor mit Sprengstoff und war Mitbegründer einer sozialistischen Zeitschrift. Später stand er in engem Kontakt zu russischen bolschewistischen Emigranten wie Sinowjew und Radek, die wie Lenin damals in Zürich im Exil lebten. Reich gab deren Schriften in deutscher Übersetzung heraus, wurde u. a. deswegen verhaftet, wurde aber kurz darauf, im Januar 1919, aus der Haft entlassen und ging nach Moskau, wo seine Genossen inzwischen die politische Macht übernommen hatten. Reich nahm am Gründungskongress der Komintern teil, verließ aber bald die Sowjetunion, um in Berlin eine geheimdienstliche Tätigkeit aufzunehmen.
Reich war in den 1920er Jahren ein hochrangiger Funktionär und Verlagsleiter der Komintern. Die Publikationen wurden im Verlag Carl Hoym Nachf. herausgegeben. Mit Hauptquartier in Berlin war er 1921 als Leiter des geheimen Westeuropäischen Sekretariats (WES) die Hauptfigur der Komintern in Westeuropa. In dieser Funktion verteilte er im Jahr 1921 rund 122 Millionen Deutsche Mark in Devisen und Wertgegenständen. unter anderem für die Vorbereitung des bewaffneten Aufstandes der KPD. Die Mittel stammten aus der Sowjetunion; Belege, wie sie verwendet wurden, gab es nicht. Mit dem Tod Lenins und dem Aufstieg Stalins schwanden Einfluss und Aktivitäten des „Genossen Thomas“; angesichts der beginnenden Stalinschen Säuberungen zog er sich sukzessive zurück, mied Reisen in die Sowjetunion. 1928 war er noch als J. Thomas einer der Herausgeber einer deutschsprachigen „Illustrierten Geschichte der Russischen Revolution“ und im folgenden Jahr der „Illustrierten Geschichte des Bürgerkrieges in Rußland“. 1931 verließ er die KPD, schloss sich zunächst der KPO an und trat schließlich im März 1932 zusammen mit anderen KPO-Funktionären der SAPD bei.
Als „J. Thomas“ wurde Reich auf dem – nach dem Machtantritt Hitlers – bereits illegalen 2. Parteitag der SAPD am 11./12. März 1933 in Dresden in die Reichsleitung gewählt und gehörte nach seiner bald danach erfolgten Emigration der Auslandsleitung der Partei an. Er lebte die nächsten Jahre in Prag, wo er Anschluss an die dortige Gruppe der Psychoanalytiker fand. Er spielte die entscheidende Rolle in der Organisation der Flucht der in Berlin aus politischen Gründen inhaftierten Psychoanalytikerin Edith Jacobson. Seine Stieftochter Lore Reich Rubin berichtete später über die Umstände dieses gewagten Unternehmens, dessen Organisator „unter falscher Identität und mit gefälschtem Pass lebte.“
Jakob Reich war in erster Ehe mit Berta Brutzkus (1887–1965) verheiratet, die in Zürich Medizin studiert und 1912 promoviert hatte. Dort wurde ihre gemeinsame Tochter Hanna (1914–1992) geboren. Reichs zweite Ehefrau war Ruth Oesterreich (1894–1943), eine kommunistische Aktivistin. Aus dieser Ehe ging ebenfalls eine Tochter hervor. 1938 heiratete er Annie Reich, geb. Pink, die bis 1933 mit dem Psychoanalytiker Wilhelm Reich verheiratet war, und ging 1938 mit ihr in die USA. Nach der Ermordung von Leo Trotzki 1940, dem Reich nahestand, nahm er aus Furcht vor stalinistischer Verfolgung den Namen Arnold Thomas Rubinstein an.

## Schriften
- Illustrierte Geschichte der russischen Revolution 1917. hrsg. von W. Astrow, A. Slepkow und J. Thomas. Berlin, W. Münzenberg, 1928.
- Illustrierte Geschichte des Bürgerkrieges in Russland 1917-1921. Berlin : Neuer Deutscher Verlag, 1929.
- Illustrierte Geschichte der Deutschen Revolution. Internationaler Arbeiter-Verlag, Berlin 1929.
- The First Years of the Communist International, eingeleitet, ediert und kommentiert von Boris Nikolajewski. Original: Les premières années de l’Histoire de l’Internationale Communiste, translated by Harry Ratner from J. Freymond, Contribution à l’Histoire des Communistes (Genève 1965).